# Чавдар (Софійська область)
Чавда́р (болг. Чавдар) — село в Софійській області Болгарії. Адміністративний центр общини Чавдар.

## Населення
За даними перепису населення 2011 року у селі проживали 1272 особи.
Національний склад населення села:
| Національність   | Кількість осіб | Відсоток |
| ---------------- | -------------- | -------- |
| болгари          | 1172           | 96,1%    |
| цигани           | 43             | 3,5%     |
| Всього відповіли | 1219           |          |

Розподіл населення за віком у 2011 році:
Динаміка населення: